# Луисар Обрегон, Освальдо
Освальдо Луисар Обрегон (род. 1962, Куско, Перу) — перуанский политик. Родился в юго-восточном районе Перу Куско в 1962 году, изучал в России радиофизику и электронику. В настоящее время является конгрессменом, с 2006 по 2011 год представлял регион Куско. Член партии Союз для Перу (Union for Peru). Выпускник московского Университета дружбы народов им. П. Лумумбы (1985). Доктор физики Чилийского университета.

## Биография
Освальдо Луисар Обрегон родился в 1962 году в Куско, Перу. В 1985 году окончил факультет физико-математических и естественных наук Университета дружбы народов им. Патриса Лумумбы по специальности «радиофизика и электроника» (научный руководитель — доцент Адольф Тимофеевич Реутов).
Образование продолжил в Чилийском университете в Сантьяго. В 2001 году получил степень доктора наук в области физики космоса.
По окончании учёбы работал преподавателем и на административной работе: ведущий преподаватель, доцент кафедры физики в Национальном университете Сан Антонио Абад в г. Куско (1995), координатор магистерских программ по физике (1995—1996), начальник научного управления по физике (2000—2002), руководитель отдела планирования Университета (2004—2005).
В 2006 году принимал участие в выборах в Конгресс, прошел от юго-восточного региона Куско в Конгресс Республики Перу. В Конгрессе входит в состав комиссии по транспорту и связи, по образованию, науке и технологиям. Входит также в состав Совета представителей партий Конгресса.